# Tradition eller tivoli
|  | Denne artikel er oprettet af botten Steenthbot ud fra en ekstern database. Den kan derfor have sproglige fejl eller mangler. Denne skabelon kan fjernes efter kontrol af indholdet. |

Tradition eller tivoli er en dansk dokumentarfilm fra 2019 instrueret af Sarah Mølsted Andersen og Sofie Valentin Kruse.

## Handling
Mellem svajende palmer på den lille ø Pentecost Island troner 20 meter høje trætårne op. De er bygget til ritualet Nagol. Et ritual, hvor unge drenge kaster sig ud fra tårnene med lianer bundet om anklerne. Under springene opmuntres de af sang og dans fra kvinderne i samfundet. Det siges, at når unge drenge hopper, så er det for at blive rigtige mænd. Men de springer også af en anden grund. Ritualet har gjort den lille ø Pentecost Island i Vanuatu ganske kendt, og det er blevet en god forretning for den lokale befolkning at lade turister komme og se ritualet.